# Maslenitsa

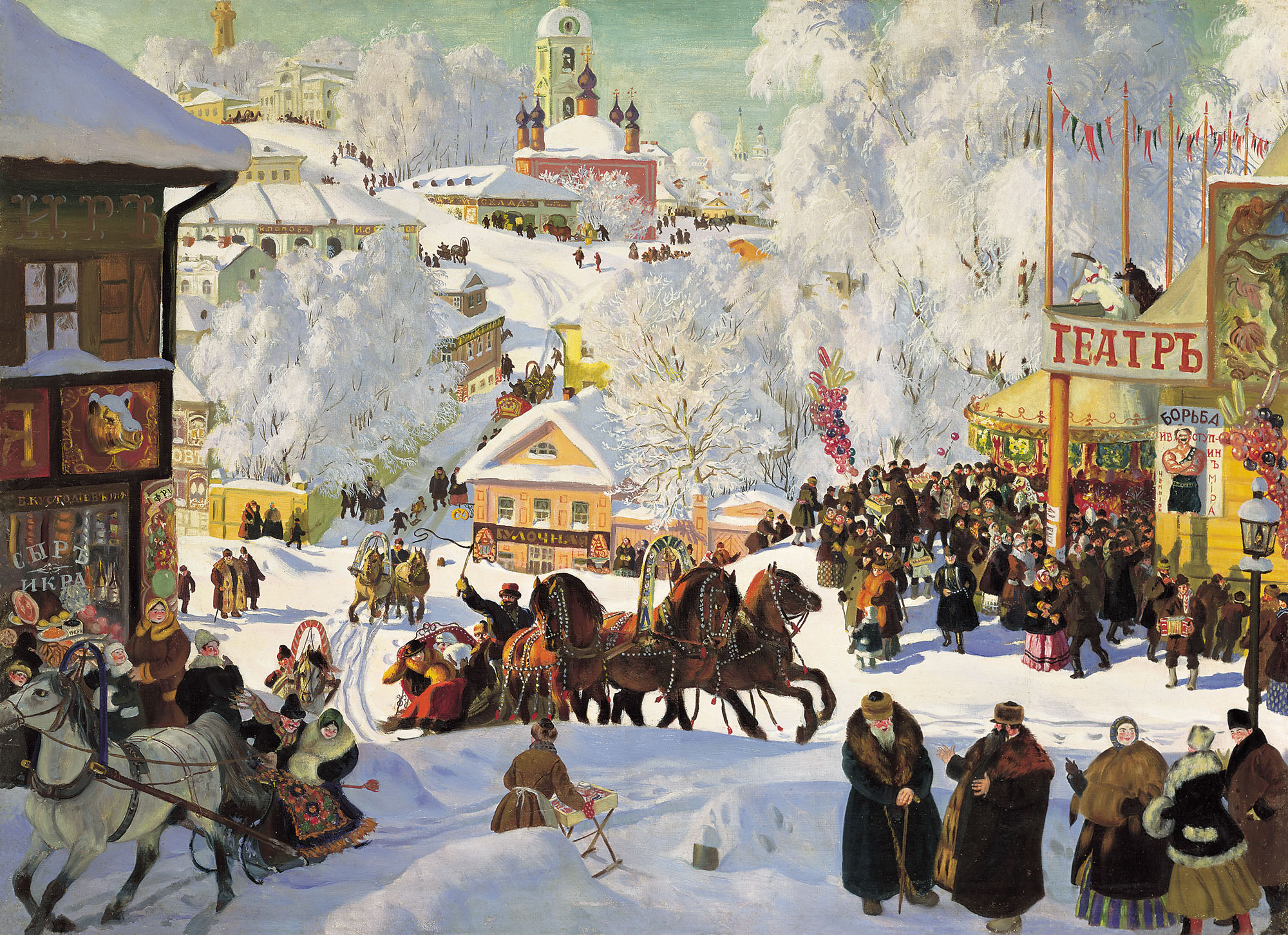
Maslenitsa, av Boris Kustodjev

Maslenitsa (ryska: Масленица, "smörveckan"), också känd som bland annat pannkaksveckan är en slavisk folklig högtid.
Maslenitsa firas sista veckan innan den stora fastan, det vill säga den sjunde veckan före den ortodoxa kyrkans påsk (Пасха, pascha). Maslenitsa motsvarar den västliga karnevalen, förutom att den ortodoxa fastan börjar på en måndag istället för på en onsdag, och det Ortodoxa datumet för påsk kan skilja sig väsentligt från det västliga. År 2008 firades maslenitsa från 2 mars till 8 mars.
Maslenitsa har dubbelt ursprung: kristet och hedniskt. I den slaviska mytologin är maslenitsa en festival där man firar vinterns förestående slut. 
Å kristna sidan så är maslenitsa den sista veckan innan den stora fastan. Under maslenitsa-veckan är kött redan förbjudet för ortodoxa kristna, vilket gör det till мясопустная неделя (transkribering: Mjasopustnaja nedelja, som betyder ungefär köttomma veckan eller kött-faste-veckan). Under fastan är kött-, fisk-, mejeri- och äggprodukter förbjudna. Vidare förbjuder fastan fester, sekulär musik, dansande och andra störningar från det spirituella livet. Därför är maslenitsa den sista chansen att äta mejeriprodukter och delta i det sociala liv som inte är passande under den mer stilla, nyktra och introspektiva fasteperioden.
Det är främst de ryska plättarna, blinier, som förknippas med maslenitsa.